# Postman (muzikant)
Postman is een pseudoniem van muzikant Remon Stotijn (Rotterdam, 27 december 1975), ook bekend als The Anonymous Mis. Als grondlegger van de populaire Nederlandse muziekgroep Postmen voerde hij de naam na het uiteenvallen van de groep verder, zowel in enkelvoud als meervoud.

## Biografie
Postman werd uitgenodigd op diverse Europese festivals en in mei 2006 bracht hij zijn eerste single Downhill uit. Daarnaast werkte hij aan zijn debuutalbum Green; de titel staat volgens de rapper voor leven, groei en wedergeboorte. Het album kwam uit in juni 2006. Op het album is onder andere ook zangeres Anouk te horen, die tevens te zien is in de videoclip van Downhill.
In januari 2012 tekende Stotijn een managementdeal met van De Water Music & Media die onder meer ook de Ierse zangeres Sinéad O’Connor begeleidt In maart 2012 besloot Stotijn de krachten weer te bundelen met zijn Postmen-collega Michael Parkinson (Shyrock). Dat jaar toerden zij met hun vaste kracht Alyssa Stotijn langs de zomerfestivals. In juni 2012 werd bekendgemaakt dat Postmen zou gaan samenwerken met de band Doe Maar om enkele singles voor de nieuwe cd van Doe Maar te produceren die in het najaar van 2012 zou worden uitgebracht. Postmen zelf gaf in diverse interviews aan dat in de herfst van 2012 na ruim negen jaar ook weer nieuw Postmen materiaal zou worden uitgebracht.

## Discografie
Zie ook discografie Postmen.

### Albums
| Album met eventuele hitnotering(en) in de Nederlandse Album Top 100 | Datum van verschijnen | Datum van binnenkomst | Hoogste positie | Aantal weken | Opmerkingen |
| ------------------------------------------------------------------- | --------------------- | --------------------- | --------------- | ------------ | ----------- |
| Green                                                               | 2006                  | 17-06-2006            | 15              | 14           |             |
| Postman                                                             | 2009                  | 19-09-2009            | 29              | 3            |             |
| Apples & Oranges                                                    | 2011                  | 19-11-2011            | 97              | 1            |             |

| Album met hitnotering(en) in de Vlaamse Ultratop 200 albums | Datum van verschijnen | Datum van binnenkomst | Hoogste positie | Aantal weken | Opmerkingen |
| ----------------------------------------------------------- | --------------------- | --------------------- | --------------- | ------------ | ----------- |
| Green                                                       | 2006                  | 01-07-2006            | 73              | 2            |             |

### Singles
| Single met eventuele hitnotering(en) in de Nederlandse Top 40 | Datum van verschijnen | Datum van binnenkomst | Hoogste positie | Aantal weken | Opmerkingen                             |
| ------------------------------------------------------------- | --------------------- | --------------------- | --------------- | ------------ | --------------------------------------- |
| Downhill                                                      | 2006                  | 27-05-2006            | 17              | 6            | met Anouk / Nr. 18 in de Single Top 100 |
| You Make Me Feel                                              | 2006                  | 23-09-2006            | 38              | 3            | Nr. 46 in de Single Top 100             |
| All Gone                                                      | 2007                  | 20-01-2007            | tip14           | -            |                                         |
| Kills Me                                                      | 2009                  | 18-07-2009            | tip14           | -            |                                         |

| Single met hitnotering(en) in de Vlaamse Ultratop 50 | Datum van verschijnen | Datum van binnenkomst | Hoogste positie | Aantal weken | Opmerkingen |
| ---------------------------------------------------- | --------------------- | --------------------- | --------------- | ------------ | ----------- |
| Downhill                                             | 2006                  | 27-05-2006            | tip11           | -            | met Anouk   |